# Dia do Quadrinho Nacional
Dia do Quadrinho Nacional é um dia comemorativo brasileiro celebrado em 30 de Janeiro.

## História
Esta celebração foi criada em 1984 pela Associação dos Quadrinhistas e Caricaturistas do Estado de São Paulo (AQC-ESP). Desde então, a entidade organiza o Prêmio Angelo Agostini, para prestigiar os profissionais brasileiros das histórias em quadrinhos.
O dia 30 de janeiro foi escolhido pois, nesta data em 1869, Angelo Agostini publicou na revista A Vida Fluminense, (1868-1875), aquela que é tida como a 1ª história em quadrinhos do Brasil: As Aventuras de Nhô Quim ou Impressões de Uma Viagem à Corte.
No mesmo ano, em 14 de março, em comemoração aos 50 anos do lançado do Suplemento Juvenil de Adolfo Aizen, foi instituído pela  Academia Brasileira de Letras e pela Associação Brasileira de Imprensa, que essa data seria o "Dia Nacional das Histórias em Quadrinhos".